# エスタディオ・テオドーロ・マリスカル
エスタディオ・テオドーロ・マリスカル（Estadio Teodoro Mariscal ）は、メキシコのシナロア州マサトランにあるスタジアム。1962年に開場した。14,000人収容。
主に野球に使用されており、リーガ・メヒカーナ・デル・パシフィコ（メキシコ冬季リーグ）のベナードス・デ・マサトランが本拠地にしている。カリビアンシリーズが開催されたこともあり、特に2005年には地元ベナードスがシリーズ初優勝を果たしている。フィールドは天然芝で、広さは両翼325フィート（約99.1メートル）、中堅フィート（約121.9メートル）。
スタジアム名に名を冠する“テオドーロ・マリスカル”とは、1945年にベナードスを設立し代表を務めた人物である。